# Ikromjon Alibayev
Ikromjon Isroil oʻgʻli Alibayev (ur. 9 stycznia 1994 w tumanie Mirzaobod) – uzbecki piłkarz występujący na pozycji pomocnika w południowokoreańskiej drużynie FC Seoul.

## Kariera klubowa
Alibayev jest wychowankiem Lokomotivu Taszkent. Występował tam do 2018 roku - w tym czasie trzykrotnie został z tą drużyną mistrzem Uzbekistanu. 4 stycznia 2019 roku został nowym zawodnikiem FC Seoul.

## Kariera reprezentacyjna
Alibayev zadebiutował w reprezentacji Uzbekistanu 11 czerwca 2015 roku w przegranym spotkaniu 1-0 z reprezentacją Iranu. Znalazł się w kadrze Uzbekistanu na Puchar Azji 2019.
Stan na  2 lutego 2019
| Reprezentacja | Rok     | Mecze | Bramki |
| ------------- | ------- | ----- | ------ |
| Uzbekistan    | 2015    | 2     | 0      |
| Uzbekistan    | 2018    | 7     | 0      |
| Uzbekistan    | 2019    | 4     | 0      |
| Ogólnie       | Ogólnie | 13    | 0      |